# Zavityinszk
Zavityinszk (oroszul: Завитинск) város Oroszország ázsiai részén, az Amuri területen, a Zavityinszki járás székhelye. Népessége: 11 481 fő (a 2010. évi népszámláláskor).

## Elhelyezkedése
Blagovescsenszk területi székhelytől 227 km-re (vagy 170 km-re) keletre fekszik. Az Amur két mellékfolyója: a Zavitaja és a Bureja közén, a Zeja–Bureja-síkságon helyezkedik el.
Vasúti csomópont a transzszibériai vasútvonalon, ahonnan délnyugat felé 90 km hosszú szárnyvonal visz az Amur parti Pojarkovo járási székhelyre. A város mellett vezet az „Amur” nevű R297-es főút (oroszul: ). 

## Története
A település elődjét 1906-ban alapították. 1912-ben a folyóról elnevezett Zavitaja vasútállomás építőinek lakóhelye lett, az állomáson a közlekedés 1914-ben indult meg. A település gazdasági élete az 1930-as években lendült fel, amikor az Amur parti Pojarkovóba vezető szárnyvonal épült, és Zavityinszk vasúti csomópont lett. 1954-ben városi rangot kapott. Néhány kilométerre a várostól évtizedeken át nagy katonai repülőtér működött.